# Biblioteca Audiovizuală de Drept Internațional a Organizației Națiunilor Unite
Biblioteca Audiovizuală de Drept Internațional a Organizației Națiunilor Uniteeste un instrument online gratuit de cercetare și formare. Ea a fost creată și este menținută de Divizia de Codificare a Oficiului Națiunilor Unite pentru Afaceri Juridice ca parte a mandatului său în cadrul Programului Organizației Națiunilor Unite de Asistență în predarea, studiul, diseminarea și aprecierea mai largă a dreptului internațional.

## Context
Biblioteca De Drept Internațional a Organizației Națiunilor Unite a audiovizualului a fost înființată în 2008 în cadrul Programului Organizației Națiunilor Unite de Asistență în domeniul predării, studiului, diseminării și aprecierii mai largi a dreptului internațional ca instrument de promovare a cunoașterii dreptului internațional.

## Facultatea
Peste 240 de experți în drept internațional din diferite regiuni, sisteme juridice naționale și sectoare ale profesiei juridice au înregistrat prelegeri pentru seria de conferințe, au pregătit note introductive pentru Arhivele Istorice și au contribuit cu scrieri academice la Biblioteca de Cercetare.
Membri notabili ai facultății începând cu 1 iulie 2016:
- Abi-Saab, Georges
- Abraham, Ronny
- Al-Khasawneh, Awn S.
- Annan, Kofi A.
- Bassiouni, M. Cherif
- Bennouna, Mohamed
- Brilmayer, Lea
- Buergenthal, Thomas
- Cançado Trindade, Antônio Augusto
- Cassese, Antonio
- Caron, David
- Charlesworth, Hilary
- Corell, Hans
- Couvreur, Philippe
- Crane, David M.
- Crawford, James
- Donoghue, Joan E.
- Dugard, John
- Ferencz, Benjamin B.
- Gaillard, Emmanuel
- Gaja, Giorgio
- Goldstone, Richard
- Goodwin-Gill, Guy S.
- Greenwood, Christopher
- Heyns, Christof
- Higgins, Rosalyn
- Hossain, Kamal
- Jallow, Hassan Bubacar
- Kälin, Walter
- Keith, Kenneth
- Kingsbury, Benedict
- Klabbers, Jan
- Koh, Harold Hongju
- Koh, Tommy
- Laborde, Santiago Oñate
- Lacarte Muró, Julio
- Lamy, Pascal
- Lauterpacht, Elihu
- Mautner, Menachem
- Mayr-Harting, Thomas
- McDougal, Myres S.
- McWhinney, Edward
- Meron, Theodor
- Michel, Nicolas
- Momtaz, Djamchid
- Odio Benito, Elizabeth
- Owada, Hisashi
- Palmer, Geoffrey
- Paulsson, Jan
- Pellet, Alain
- Perera, Rohan A.
- Pocar, Fausto
- Rodley, Nigel
- Robinson, Patrick
- Rozakis, Christos
- Sarooshi, Dan
- Schabas, William A.
- Scharf, Michael
- Schwebel, Stephen M.
- Sepúlveda Amor, Bernardo
- Shaw, Malcolm
- Shi, Jiuyong
- Simma, Bruno
- Simpson, Gerry
- Song, Sang Hyun
- Tladi, Dire
- Tomka, Peter
- Tomuschat, Christian
- Tuerk, Helmut
- Urquhart, Brian
- van Boven, Theo
- van den Berg, Albert Jan
- van Zyl, Paul
- Vasciannie, Stephen C.
- Vincent, Robin
- Wedgwood, Ruth
- Wiessner, Siegfried
- Wilmshurst, Elizabeth
- Wolfrum, Rüdiger
- Wood, Michael
- Woolcott, Peter
- Xue, Hanqin
- Yusuf, Abdulqawi A.